# Turraea
Turraea är ett släkte av tvåhjärtbladiga växter. Turraea ingår i familjen Meliaceae.

## Dottertaxa tillTurraea, i alfabetisk ordning[3]
- Turraea abyssinica
- Turraea adjanobounii
- Turraea andriamiarisoana
- Turraea anomala
- Turraea barbata
- Turraea boivinii
- Turraea buerkii
- Turraea cabrae
- Turraea cadetii
- Turraea cornucopia
- Turraea elephantina
- Turraea fischeri
- Turraea floribunda
- Turraea fockei
- Turraea geayi
- Turraea ghanensis
- Turraea glomeruliflora
- Turraea heterophylla
- Turraea holstii
- Turraea humberti
- Turraea kimbozensis
- Turraea kokwaroana
- Turraea laciniata
- Turraea lamyi
- Turraea lanceolata
- Turraea laurentii
- Turraea leonensis
- Turraea longifolia
- Turraea madagascarensis
- Turraea mombassana
- Turraea monticola
- Turraea nilotica
- Turraea obovata
- Turraea obtusifolia
- Turraea oppositifolia
- Turraea ovata
- Turraea parvifolia
- Turraea pellegriniana
- Turraea pervillei
- Turraea pinnata
- Turraea pubescens
- Turraea pulchella
- Turraea retusa
- Turraea rhombifolia
- Turraea richardii
- Turraea rigida
- Turraea robusta
- Turraea rostrata
- Turraea rutilans
- Turraea sericea
- Turraea socotrana
- Turraea stolzii
- Turraea streyi
- Turraea thollonii
- Turraea thouarsiana
- Turraea thouvenotii
- Turraea trichopoda
- Turraea wakefieldii
- Turraea venulosa
- Turraea virens
- Turraea vogelii
- Turraea vogelioides
- Turraea zambesica